# Helene Partik-Pablé
Helene Partik-Pablé (* 12. August 1939 in Wien) ist eine österreichische
Richterin im Ruhestand und Politikerin (BZÖ).

## Leben
Helene Partik-Pablé arbeitete als Sekretärin und Buchhalterin. Von 1964 bis 1968 besuchte sie das Bundesrealgymnasium für Berufstätige in Wien-Rudolfsheim-Fünfhaus. Anschließend absolvierte sie das Studium der Rechte an der Universität Wien (Dr. iur. 1973).
Es folgte der Eintritt in den Gerichtsdienst und 1977 die Ernennung zur Richterin.
Sie war als Untersuchungsrichterin im Wiener AKH-Skandal tätig und wurde dadurch in Österreich bekannt. Vom trend wurde sie für ihre engagierte Arbeit an diesem Korruptionsfall 1981 zum Mann des Jahres gekürt.
Ihre politische Laufbahn begann sie in der FPÖ Wien/Döbling. Von 1983 bis 2006 war sie Abgeordnete zum Nationalrat. Am 28. April 2006 erklärte sie ihren Austritt aus der FPÖ und wechselte zum BZÖ. Sie galt bis zu seinem Tod als eine enge Vertraute von Jörg Haider.
Am 10. Mai 1999 tätigte sie in Richtung Abgeordneter Stoisits eine private rassentheoretische Aussage über Schwarzafrikaner: „Erkundigen Sie sich doch einmal bei den Beamten über die Art der Schwarzafrikaner! Sie schauen nicht nur anders aus, wie Sie heute gesagt haben, sondern sie sind auch anders, und zwar sind sie ganz besonders aggressiv. Das liegt offensichtlich in der Natur dieser Menschen. Sie sind meistens illegal da, sie sind meistens Drogendealer, und sie sind ungeheuer aggressiv, wenn sie von Exekutivbeamten beanstandet werden.“ (Helene Partik-Pablé) Die Grüne Klubobfrau Petrovic machte daraus einen Fall der Geschäftsordnung, es wurde jedoch dort nicht weiter verfolgt. Laut damaligen Leiter des Sicherheitsbüros Max Edelbacher sind legal in Wien lebende Afrikaner unterdurchschnittlich kriminell und aggressiv. Zu dieser Zeit waren geschätzt überproportional viele der unteren Drogendealer Schwarzafrikaner, was aber keine weiteren Folgerungen oder gar einen Umkehrschluss zulasse. 2001 äußerte sie sich etwas abgeändert: „Ich bleibe dabei: Laut Statistik und Erfahrungen der Exekutive sind afrikanische Drogendealer besonders aggressiv. […] Möglicherweise sind die Leute auch dazu getrimmt. Wir wissen ja, dass die schwarzafrikanischen Drogendealer sagen sollen, die Exekutive hätte sie rassistisch behandelt. Vielleicht wird ihnen ja auch gesagt, dass sie aggressiv sein sollen.“ (Vorausmeldung zu News 8/01 vom 22. Februar 2001) 2005 stellte sie dann eine Parlamentarische Anfrage über „nordafrikanische Drogendealer in Innsbruck“.